# Шеффілд Тауншип (округ Воррен, Пенсільванія)
Шеффілд Тауншип (англ. Sheffield Township) — селище (англ. township) в США, в окрузі Воррен штату Пенсільванія. Населення — 1844 особи (2020).

## Демографія
Згідно з переписом 2010 року, у селищі мешкала 2121 особа в 916 домогосподарствах у складі 602 родин. Було 1271 помешкання
Расовий склад населення:
| - 98,8 % — білих - 0,2 % — корінних американців - 0,2 % — чорних або афроамериканців - 0,1 % — азіатів |

До двох чи більше рас належало 0,6 %. Частка іспаномовних становила 0,5 % від усіх жителів.
За віковим діапазоном населення розподілялося таким чином: 20,4 % — особи молодші 18 років, 58,9 % — особи у віці 18—64 років, 20,7 % — особи у віці 65 років та старші. Медіана віку мешканця становила 46,0 року. На 100 осіб жіночої статі у селищі припадало 99,2 чоловіків;  на 100 жінок у віці від 18 років та старших — 98,8 чоловіків також старших 18 років.
Середній дохід на одне домашнє господарство  становив 50 803 долари США (медіана — 42 146), а середній дохід на одну сім'ю — 56 205 доларів (медіана — 48 988). Медіана доходів становила 37 292 долари для чоловіків та 35 509 доларів для жінок. За межею бідності перебувало 16,8 % осіб, у тому числі 26,4 % дітей у віці до 18 років та 8,8 % осіб у віці 65 років та старших.
Цивільне працевлаштоване населення становило 1058 осіб. Основні галузі зайнятості: освіта, охорона здоров'я та соціальна допомога — 20,6 %, виробництво — 15,6 %, будівництво — 11,8 %, роздрібна торгівля — 10,3 %.